# Kamboincé
Kamboincé, également orthographié Kamboinsé (ou encore appelé localement Kamboinsin, Kanboensé, Kaimboinsé ou Komboinsé), est un village du 5e arrondissement (encore parfois appelé de son ancien nom Sig-Noghin) du département et la commune urbaine à statut particulier de Ouagadougou, situé dans la province du Kadiogo et la région du Centre au Burkina Faso.

## Géographie

### Démographie
- En 2006, le village comptait 7 683 habitants recensés, dont 50,15 % de femmes[1].

## Transports
Le village est traversé par la route nationale 22.